# Робберт Кемперман
Робберт Кемперман  (нід. Robbert Kemperman, 24 червня 1990) — нідерландський хокеїст на траві, олімпійський медаліст.

## Виступи на Олімпіадах
| Олімпіада   | Дисципліна     | Місце |
| ----------- | -------------- | ----- |
| Лондон 2012 | хокей на траві | 2     |